# Ptoion
Ptoion (altgriechisch Πτώιον Ptōion, auch Πτῷον Ptōon oder Πτῶν Ptōn; neugriechisch Πτώο Ptoo oder Όρος Πελαγίας Oros Pelagias) ist ein Gebirgszug im Nordosten Böotiens. Er erstreckt sich von Akraiphia am ehemaligen Kopaïs-See im Westen bis zum Golf von Euböa im Osten und erhebt sich in seinem westlichen Teil bis 725 Meter (Agia Pelagia) bzw. in seinem östlichen Teil bis 781 Meter (Petalás). Bekannt ist das Massiv hauptsächlich wegen des dortigen Orakels des Apollon in der Antike, das bis in die Zeit der Perserkriege zu den wichtigsten Orakeln Griechenlands zählte. Der Berg wurde unter der Nummer AB2080067 als Schutzgebiet ausgewiesen.

## Geographie
Der Ptoon liegt im Regionalbezirk Böotien, nördlich der Seen Paralimni (Παραλίμνη) und Yliki (Υλίκη). Der Berg steigt bis auf 781 m über dem Meer an. An seinen Hängen lag die antike Stadt Akrefnio (Ακραίφνιο Βοιωτίας) in deren Nähe sich noch heute die gleichnamige Siedlung befindet.

## Geschichte des Apollonorakels

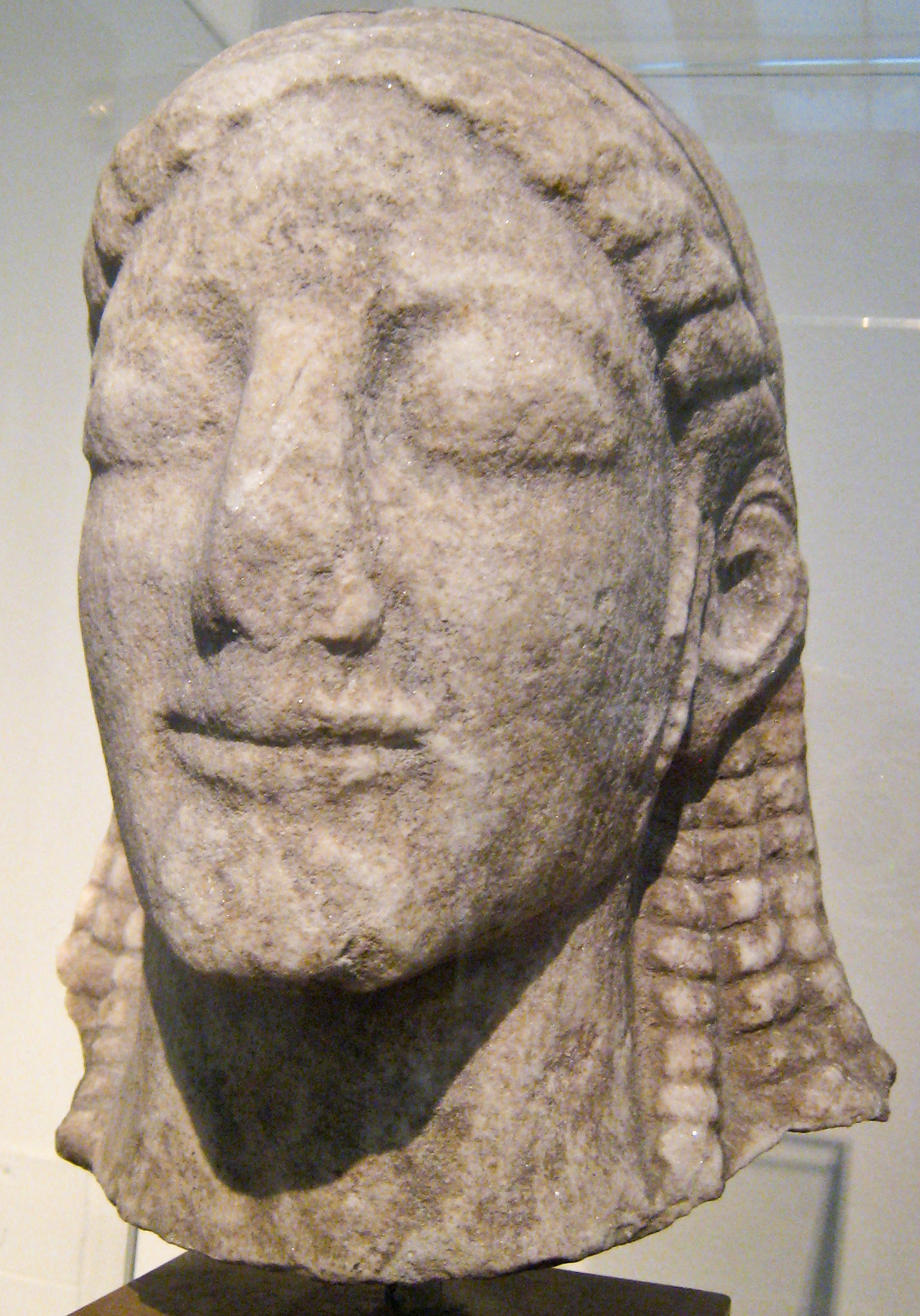
Kopf eines Kouros aus dem Heiligtum des Apollon

Drei Kilometer nordöstlich von Akraiphia befand sich eine Orakelstätte des Apollon Ptoios.
Ursprünglich war es ein Orakel des Ptoios, eines Lokalheros, Sohn des Athamas und der Themisto, der aber von Apollon verdrängt wurde. Der Name des Heros, gleichzeitig der Name des Berges, an dessen Fuß sich das Orakel befand, wurde Epiklese Apollons und der Heros erhielt ein neues, kleineres Heiligtum etwa 1 km westlich des ursprünglichen Ortes auf dem Kastraki (Verehrung vom 7. bis 4. Jahrhundert v. Chr. nachweisbar).
Auf dem Berg Ptoios fanden sich Reste einer neolithisch-helladischen Siedlung sowie einer mykenischen Burg, die noch in archaischer Zeit aufgegeben wurde. Das Gebiet wurde bis zum Ende der klassischen Zeit von Theben beherrscht, was durch Reste von thebanischen Befestigungen auf verschiedenen Gipfeln des Ptoion-Gebirges belegt ist. Das Heiligtum war danach zunächst unter Kontrolle des Böotischen Bundes, später der von Akraiphia.
Seit 227 v. Chr. fanden in der Nähe des Orakels auf Beschluss der delphischen Amphiktyonie alle fünf Jahre musische Wettkämpfe (Agone) zu Ehren Apollons statt, die Ptoia. Nach einer Zeit völligen Niedergangs wurden die Spiele in der frühen Kaiserzeit als Ptoia kai Kaisareia (Πτώια καὶ Καισάρεια) erneuert und bis zum Anfang des 3. Jahrhunderts abgehalten.
In byzantinischer Zeit wurde das Heiligtum durch das christliche Kloster Agia Pelagia überbaut, das allerdings während der Türkenherrschaft auf den Gipfel des Ptoios verlegt wurde.

## Orakelstätte und Ablauf des Orakels

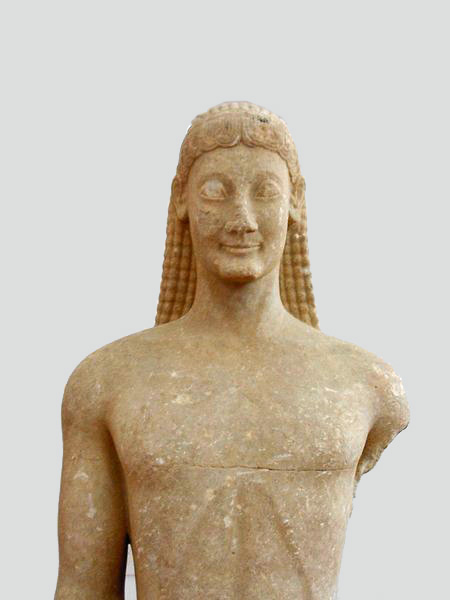
Kouros (Theben, Archäologisches Museum)

Das Orakel wird auch von Herodot erwähnt, der den Besuch eines gewissen Mys aus Europos schildert, der von dem persischen Feldherrn Mardonios ausgesandt worden war, bei möglichst vielen Orakeln Prophezeiungen einzuholen:
Besonders merkwürdig aber klingt mir folgende Erzählung der Thebaner: Dieser Mys aus Europos soll auf seiner Wanderung zu allen Orakelstätten auch zum Heiligtum des Apollon Ptoos gekommen sein, das Ptoon heißt und den Thebanern gehört. Es liegt über dem Kopaissee am Fuß eines Berges nahe der Stadt Akraiphia. Als dieser Mys in Begleitung von drei ihm von der Gemeinde beigegebener Männer, die den Götterspruch aufzeichnen sollten, den heiligen Bezirk betrat, verkündete der Oberpriester des Gottes sogleich den Spruch in einer fremder Sprache. Die anwesenden Thebaner wunderten sich, dass sie eine fremde Sprache hörten, und wussten nicht, was sie davon halten sollten. Mys aber nahm ihnen die Tafeln aus der Hand, die sie mitgebracht hatten, und trug den Spruch des Priesters darauf ein. Er erklärte, der Priester habe das Orakel in karischer Sprache gegeben. Nach der Niederschrift zog er weiter nach Thessalien.
Dieses Vorkommnis erscheint auch bei Pausanias. Zu dessen Zeit, im 2. Jahrhundert, existierte das „untrügliche“ Orakel offenbar nicht mehr.
Das Apollon-Heiligtum lag auf drei Terrassen, oben befand sich ein Ende des 4. Jahrhunderts v. Chr. auf den Fundamenten eines archaischen Tempels errichteter dorischer Peripteros mit einer Ausdehnung von 12 × 25 Metern mit 8 × 13 Säulen. Die eigentliche Orakelstätte befand sich in einer östlich gelegenen ausgebauten Quellgrotte. Die überregionale Bedeutung des Orakels ist aus der großen Zahl von Weihgeschenken ersichtlich. Die Kouroi und Dreifüße aus Ptoion befinden sich heute zum großen Teil im Archäologischen Museum Theben und im Nationalmuseum Athen.